# Ла Форс, Анри-Жак де Комон

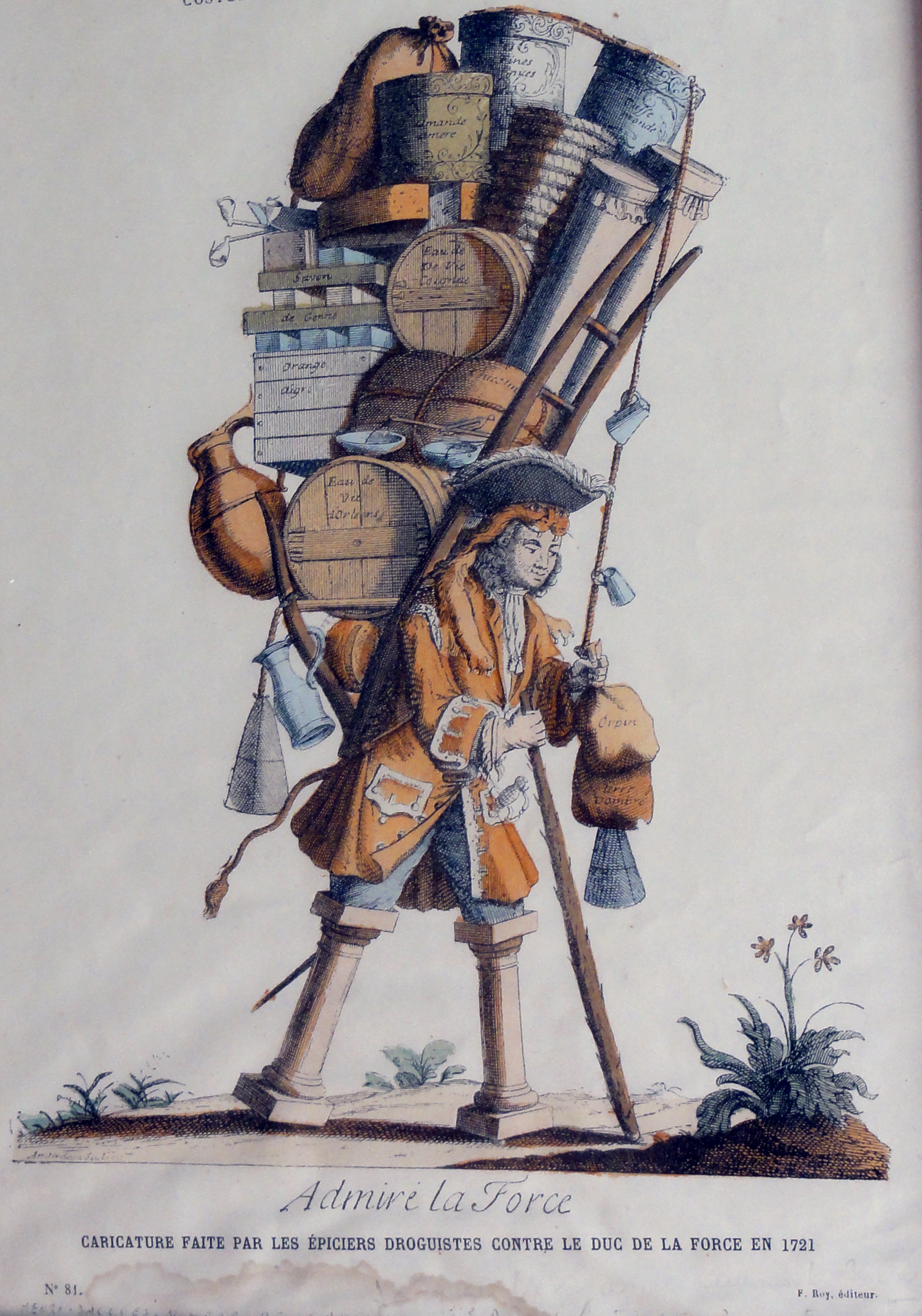
Репродукция карикатуры на герцога де Ла Форса, 1721 год (музей замка Монбазияк)

Анри-Жак де Комон, герцог де Ла Форс (фр. Henri Jacques de Caumont, duc de La Force; 5 марта 1675 — 20 июля 1726) — французский аристократ, известный мемуарист и член Французской академии.
Сын Жака Номпара II де Комона (1632—1699). Будучи ровесником, Анри-Жак был близок регенту Франции герцогу Орлеанскому. В 1698 году наследовал от своего отца титул герцога де Ла Форс. В том же году взял в жёны Анну-Марию де Бозелен-Босмеле, единственную дочь президента парламента Руана Жана де Босмеле. В 1716 году назначен вице-президентом Совета по финансам, а затем, членом совета регентства.
Был дружен с финансистом Джоном Ло и приобрёл большое количество билетов финансовой системы последнего. Когда система рухнула, Анри-Жак прибегнул к ухищрениям дабы избавиться от этих необеспеченных банковских билетов, вследствие чего Парижский парламент вынес ему порицание в 1721 году.
Анри-Жак является основателем (1712 год) и покровителем Академии в Бордо. В 1715 году его избрали членом Французской академии, а в 1718 году — членом Французской академии наук. Сен-Симон в своих мемуарах представил Анри-Жака человеком просвещённым и религиозным.
Анри-Жак входил в ограниченный круг кавалеров Ордена Пчелы, посещал литературные салоны, а также ночные дивертисменты, устраиваемые герцогиней Мэнской в её резиденции, замке Со.